# Meta Antenenová
Meta Antenenová, po sňatku Meta Matthys-Antenen či také Meta Mathys Antenen (* 7. dubna 1949 Orpund, Bern) je bývalá švýcarská univerzální atletka, vícebojařka, která se rovněž specializovala na skok daleký a krátké překážkové běhy.
V roce 1968 reprezentovala na Letních olympijských hrách v Ciudad de México. V závodě na 80 metrů překážek obsadila v pátém rozběhu 5. místo, což k postupu do semifinále nestačilo. V pětiboji (80 m překážek, vrh koulí, skok do výšky, skok daleký, běh na 200 m) nasbírala celkově 4 848 bodů a skončila na celkovém 8. místě. Na následujících olympijských hrách v Mnichově v roce 1972 byl poprvé na programu běh na 100 metrů překážek žen, kde Antenenová postoupila do semifinále. V něm však běh nedokončila. Ve skoku dalekém obsadila výkonem 649 cm 6. místo.
V březnu roku 1974 se stala v Göteborgu halovou mistryní Evropy ve skoku do dálky. Titul vybojovala v novém národním rekordu, jehož hodnota byla 669 cm. Národní rekord vylepšila až o 37 let později Irene Pusterlaová, která na halovém ME 2011 v Paříži skočila do vzdálenosti 671 cm. Druhou medaili získala v běhu na 60 m překážek, když v této disciplíně vybojovala bronz.

## Osobní život
Jejím manželem je někdejší švýcarský sportovec Georges Mathys (* 1940), který reprezentoval na Letních olympijských hrách v Římě v roce 1960 Švýcarsko v pozemním hokeji.